# Sartène (AOC)
Pour la commune, voir Sartène.
Le sartène, ou vin de Corse Sartène, est un vin produit autour du golfe de Sartène. 
Il s'agit d'une des dénominations géographiques au sein de l'appellation vin de Corse.

## Histoire

### Période contemporaine
Reconnu VDQS le 13 mars 1968, puis AOC le 2 avril 1976.

## Étymologie
En tant que ville au Sud de la Corse, et donc assez proche à la Sardaigne, Sartène effectivement en porte la même étymologie. En latin la Sardaigne était appelée Sardinia (comme l'on appelle en plusieurs pays encore aujourd'hui).

## Situation géographique
Elle est séparée de l'AOC Ajaccio par la rivière Taravo (hormis un petit dépassement en amont) et s'achève aux environs du Lion de Roccapina.

### Orographie
Les vignes sont implantées sur les coteaux de l'Ortolo ou de Rizzanese. 

### Climatologie
Près de 2 750 heures d'ensoleillement par an. 

## Vignoble

### Présentation
Selon le décret du 2 avril 1976 relatif à l'Appellation d'Origine Contrôlée « Vin de corse », seuls ont droit à l'appellation contrôlée « Vins de Corse Sartène », les vins tranquilles rouges, rosés et blancs, qui ont été récoltés sur les territoires suivants : communes d'Arbellara, Belvédère-Campomoro, Bilia, Fozzano, Granace, Grossa, Giuncheto, Loreto-di-Tallano, Mela, Olmeto, Olmiccia, Santa-Lucia-di-Tallano, Sartène, Viggianello et Propriano pour le canton "Sartenais-Valinco" et Sollacaro au sein du canton "Taravo-Ornano" (découpage 2015).
Les communes de Tivolaggio et de Sant'Andrea-di-Tallano, initialement comprises dans l'aire d'appellation, n'existent plus en tant que telles. ayant fusionné, la première avec Propriano, la seconde avec Santa-Lucia-di-Tallano.
Dans les textes, la rubrique « aire de proximité immédiate » fait l'objet de la mention : « pas de disposition particulière », ce qui implique l'obligation de vinification et d'élevage au sein même de l'aire d'appellation.

### Encépagement
Les vins blancs sont issus principalement de la vermentino B (malvoisie de Corse), complété accessoirement par le biancu gentile B, la codivarta B, le genovese B et l'ugni blanc B (rossola).
Les vins rouges et rosés sont issus principalement du grenache N, du nielluccio N et du sciaccarello N, complétés accessoirement par du aléatico N, de la barbarossa N, du carcajolo nero N, du carignan N, du cinsaut N, du mourvèdre N, de la syrah N et du vermentino B (malvoisie de Corse).

### Méthodes culturales et réglementations
Les vins doivent répondre aux conditions suivantes :
- Ils doivent, d'une part, provenir de moûts ayant respectivement des richesses en sucre non inférieures à 207 grammes par litre pour les vins rouges et à 195 grammes par litre pour les rosés et les blancs et, d'autre part, présenter après fermentation des titres alcoométriques acquis non inférieurs à 11°5 (rouges) et à 11° (blancs et rosés).
- Le rendement de base est fixé à 50 hl par hectare de vigne en production pour les vins.
- La densité de plantation à l'hectare ne doit pas être inférieure à 3 000 pieds.
- Les vins doivent être vinifiés conformément aux usages locaux. L'emploi des pressoirs continus est interdit.
- Ces vins ne peuvent être mis en circulation avec l'une de ces appellations d'origine sans un certificat délivré par l'Institut National des Appellations d'Origine.